# Хосокава Грациа
Акети Тама, больше известная как Хосокава Грация (細川ガラシャ, Hosokawa Garasha), (1563-25 августа 1600) была членом аристократичной семьи Акэти в период Сенгоку. Грация больше всего известна благодаря своей роли в битве за Сэкигахару; она была политическим заключенным западной армии контролируемой Исидой Мицунари. Она отказалась от совершения самоубийства (сэппуку) из-за своей католической веры, нарушив кодекс поведения, предписанный женщинам из сословия самураев.
Её родители были Акети Мицухидэ и Цумаки Хироко. Её мужем был Хосокава Тадаоки, а так же она обратилась в Католицизм. Как последний известный выживший представитель клана Акэти, клана, который спланировал и осуществил убийство Оды Нобунаги, первого «Великого объединителя» Японии, смерть Грации повлияла на обе армии. Этот инцидент нанес большой ущерб репутации Исиды, что значительно снизило его шансы завербовать новых союзников, некоторые из которых также тайно были христианами.

## Биография

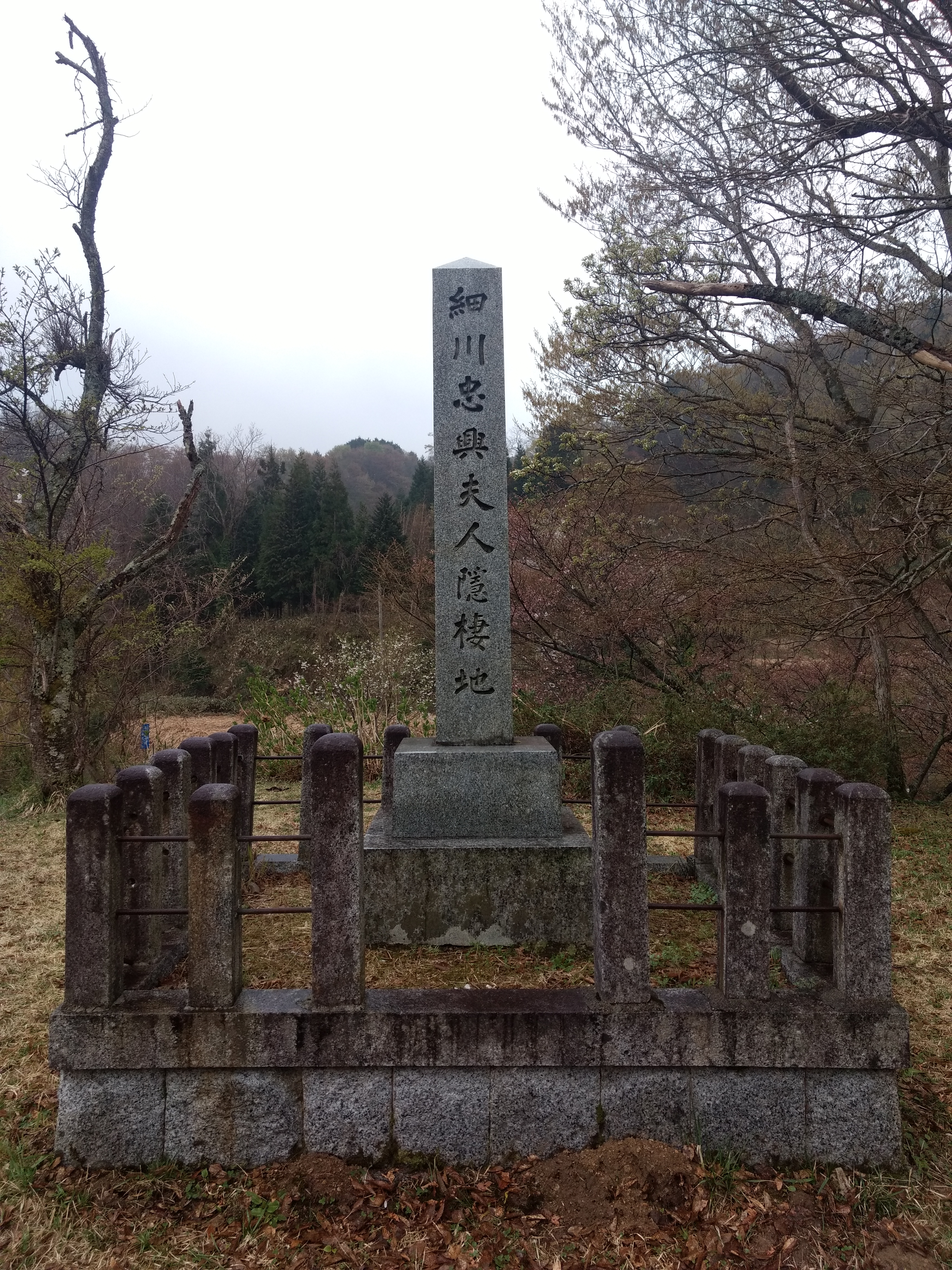
Этот монумент в префектуре Киото отмечает область где Тама проживала в заточении с 1582 по 1584 годы

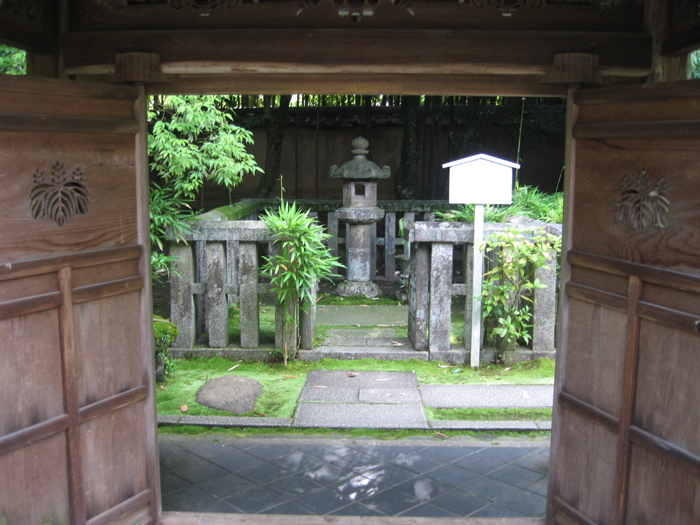
Могила Хосокавы Грации и Хосокавы Тадаоки

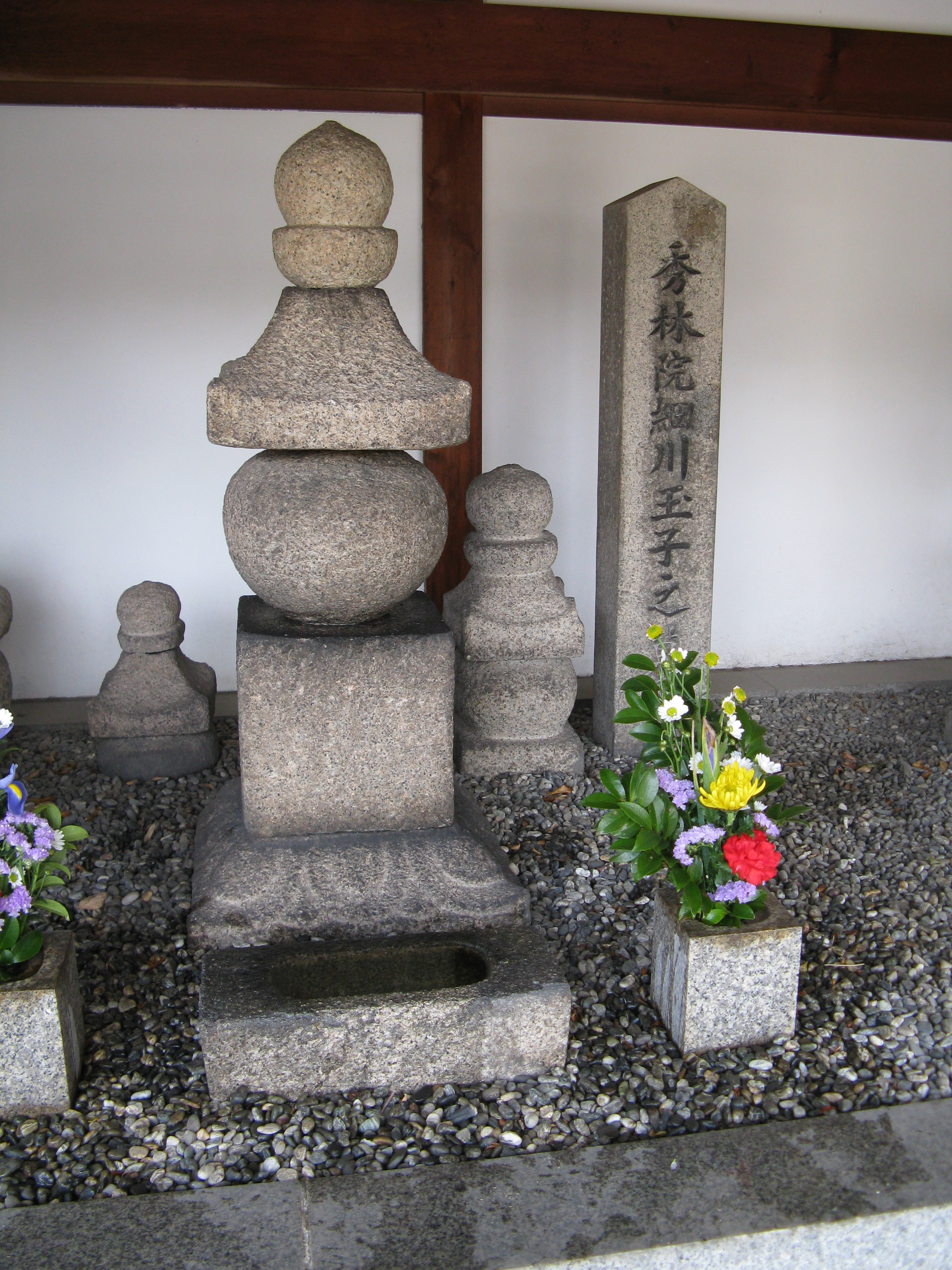
Могила Грации в Сёзенджи

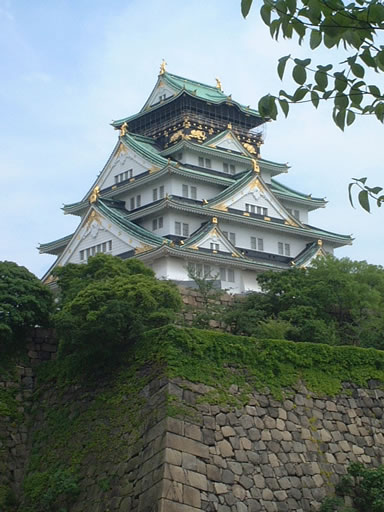
Реконструкция замка Хидэеси в Осаке (Особняк Хосокавы находился чуть южнее замка)

При рождении ее назвали Акети Тама или Тамако; Гараша, имя, под которым она известна в истории, основано на ее католическом имени при крещении — Грация.
Она вышла замуж за Хосокаву Тадаоки в возрасте шестнадцати лет; у супругов было пятеро или шестеро детей. В шестом месяце 1582 года ее отец Акэти Мицухидэ предал и убил своего господина Оду Нобунагу, сделав юную Таму дочерью предателя. Не желая разводиться с ней, Тадаоки отправил ее в деревушку Мидоно в горах полуострова Танго (ныне в префектуре Киото), где она скрывалась до 1584 года, пока Тоетоми Хидэеси не попросил Тадаоки перевезти Таму в особняк Хосокава в Осаке, где она оставалась в заточении.
Служанка Тамы, Киехара Кайо, крещенная Марией, была из католической семьи, и ее муж пересказывал ей разговоры со своим другом-христианином Такаямой Уконом. Весной 1587 года Таме удалось тайно посетить церковь в Осаке; несколько месяцев спустя, когда она услышала, что Тоетоми Хидэеси издал воззвание против христианства, она решила немедленно принять крещение. Поскольку она не могла выходить из дома, ее крестила служанка, и она получила христианское имя «Грация». Говорят, что она изучала латынь и португальский языки, а также прочитала книгу Томаса Кемпийского «Подражание Христу» и была очарована ею.
В 1595 году жизнь Тадаоки оказался в опасности из-за его дружбы с Тоетоми Хидэцугу, и он сказал Грации, что, если он умрет, она должна покончить с собой. Когда она написала священникам, спрашивая как поступить в таком случае, они сообщили ей, что самоубийство является тяжким грехом. Однако опасность миновала.
После смерти Хидэеси в 1598 году образовался вакуум власти, в результате чего сформировались две соперничающие группировки: Токугава Иэясу на востоке и Исида Мицунари на западе. Когда в 1600 году Иэясу отправился на восток во главе большой армии, в которую входил и Тадаоки, его соперник Исида захватил неприступный замок в Осаке, городе, где проживали семьи многих генералов Хидэеси. Исида разработал план захвата членов семьи в заложники, тем самым вынудив соперничающих генералов либо вступить с ним в союз, либо, по крайней мере, не нападать на него.
Однако, когда Исида попытался взять Грасию в заложницы, слуга семьи Огасавара Сесай убил ее, а затем совершил сэппуку, совершив поджог особняка. Возмущение по поводу ее смерти было настолько велико, что Исида был вынужден отказаться от своих планов. В большинстве японских источников утверждается, что это была идея Грасии приказать Огасаваре убить ее. Однако эти источники были написаны спустя много десятилетий после фактической смерти Грасии. В первоначальном отчете иезуитов, написанном вскоре после ее смерти, говорится, что Тадаоки приказал слугам своего дома убить Грасию, если ее честь когда-либо будет в опасности. Слуги восприняли попытку похищения как таковую и действовали в соответствии с этим приказом.
Католический священник Гнекки-Сольдо Органтино распорядился забрать останки Грасии из особняка Хосокава и похоронить их на кладбище в Сакаи. Позже ее останки были перевезены в Сёзенджи, храм в Осаке. Грация также похоронена в одной могиле с Тадаоки в Кото-ин. Грация является предком бывшего премьер-министра Японии Морихиро Хосокавы.